# Олимпийский комитет Марокко
Олимпийский комитет Марокко (араб. اللجنة الأولمبية الوطنية المغربية‎; уникальный код МОК — MAR) — организация, представляющая Марокко в международном олимпийском движении. Штаб-квартира расположена в Рабате. Комитет основан в 1959 году, в том же году был принят в МОК, является членом АНОКА, организует участие спортсменов из Марокко в Олимпийских, Средиземноморских играх и других международных соревнованиях.